# ديتنهايم
ديتنهايم (بالألمانية: Dietenheim) هي بلدة، مدينة وبلدة ألمانية تقع في ألمانيا في منطقة ألب دانوب [الإنجليزية]. يقدر عدد سكانها بـ 6,590 نسمة .